# Анна Мария Брауншвейг-Каленберг-Гёттингенская
Анна Мария Брауншвейг-Каленберг-Гёттингенская (нем. Anna Maria von Braunschweig-Calenberg-Göttingen; 23 апреля 1532 или 1532, Ганн. Мюнден — 20 марта 1568, Гу́рьевск) — вторая жена герцога Пруссии Альбрехта Гогенцоллерна, вторая герцогиня Пруссии, мать герцога Альбрехта Фридриха.

## Биография
Третья дочь герцога Эриха I Брауншвейг-Каленбергского (16 февраля 1470 — 30 июля 1540) и его второй жены (с 1525 года) принцессы Елизаветы Бранденбургской (24 августа 1510 — 25 мая 1558) из дома Гогенцоллерн.
Церемония бракосочетания герцога Альбрехта и Анны Марии Брауншвейгской состоялась 16 февраля 1550 года в замковой церкви Кёнигсберга.
Дети:
- Елизавета (20 мая 1551 – 19 февраля 1596);
- Альбрехт Фридрих (29 апреля 1553 — 27 августа 1618).

Анна Мария страдала наследственными болезненными припадками истерического характера. Возможно, ее психическое расстройство передалось и герцогу Альбрехту Фридриху. Однако, не исключено, что его слабоумие было следствием близкородственного брака. Анна Мария приходилась герцогу Альбрехту двоюродной внучкой по материнской линии и двоюродной правнучкой по отцовской линии.
Герцогиня Анна Мария умерла от чумы 20 марта 1568 года в замке Нойхаузен, через 16 часов после смерти своего мужа - герцога Альбрехта в замке Тапиау. Супруги похоронены в Кафедральном соборе Кёнигсберга.

## Культурное наследие
Знаменитая Серебряная Библиотека получила свое название от 20 серебряных переплетов, покрывающих книги из числа 27 печатных и 1 рукописной, привезённых в Кёнигсберг Анной Марией.
Кроме того, с именем Анны Марии связано художественное оформление замков Лабиау и Нойхаузен, подаренных ей супругом.